# قلعه‌بن (مستان)
قلعه‌بن (به لاتین: Qalabın) یک منطقه مسکونی در جمهوری آذربایجان است که در شهرستان لریک واقع شده است.

## ریشه واژه
بین یا بن در زبان تالشی به‌معنی پایین و زیر است و قلعه‌بن به‌معنی پایین یا زیر قلعه است.